# 拉杰什·库马尔·拉伊纳
拉杰什·库马尔·拉伊纳（英語：Rajesh Kumar Raina），印度外交官，曾任印度驻孟加拉国库尔纳助理高级专员等职务。

## 经历
拉杰什·库马尔·拉伊纳畢業於德里大學的理學專業，擁有社會學碩士學位和計算機應用研究生文憑。
拉伊纳曾在印度新德里的外交部總部以及印度駐外使團中擔任各種職務，任職地點包括河內、多倫多、尼科西亞、迪拜、科威特、巴黎和巴士拉。1991年他負責了在巴士拉進行的史上最大規模的印度撤僑行動。他還曾在新德里的外交學院擔任訪問講師，並在印度外交部朝覲小組中負責了四個朝覲季。
2018年5月22日拉伊纳出任印度駐庫爾納首任助理高級專員。

## 个人生活
拉伊纳在表演藝術、造型藝術和詩歌方面受過專業培訓並具備豐富的經驗，並對運動，特別是羽毛球和板球，有濃厚的興趣。他能講印地語、英語、多格拉语、法語和阿拉伯語。
已婚，与妻子育有一子一女。